# Alva Selerud
Emma Alva Elisabeth Selerud, född 3 mars 2000, är en svensk fotbollsspelare som spelar för Bk Häcken

## Klubbkarriär

### Tidiga år
Selerud föddes i Gävle men flyttade som ung till Falun, där hon började testa olika sporter. Några år senare flyttade Selerud med sin familj till Svärtinge och började 2008 spela fotboll i Svärtinge SK. Som 13-åring provtränade hon med IFK Norrköping och flyttade däreftert till klubben. Som 15-åring debuterade Selerud för IFK Norrköpings A-lag i Division 1.

### Linköping FC
I december 2016 värvades hon av Linköping FC. Selerud debuterade i Damallsvenskan den 15 maj 2017 i en 4–1-vinst över KIF Örebro, där hon blev inbytt i den 85:e minuten mot Lina Hurtig. Selerud spelade totalt åtta ligamatcher under säsongen och hjälpte klubben att vinna sitt andra raka SM-guld.
Efter begränsad speltid i Linköping lånades Selerud ut tillbaka till IFK Norrköping under den första halvan av säsongen 2019. Hon gjorde sju mål på 10 matcher för klubben i Division 1. I november 2019 förlängde Selerud sitt kontrakt i Linköping med ett år samt med option på ytterligare ett år.
Den 3 oktober 2020 gjorde Selerud sitt första mål i Damallsvenskan i 2–2-match mot FC Rosengård. I december 2020 förlängde hon sitt kontrakt med tre år. Säsongen 2022 spelade hon samtliga 26 ligamatcher i Damallsvenskan.

### AS Roma
Den 11 januari 2023 värvades Selerud av italienska AS Roma, där hon skrev på ett 2,5-årskontrakt. Selerud debuterade den 25 januari 2023 i en 8–1-vinst över Pomigliano i Coppa Italia, där hon blev inbytt i den 69:e minuten mot Elena Linari.
I augusti 2023 lånades Selerud ut tillbaka till Linköping FC på ett låneavtal fram till sommaren 2024.

## Landslagskarriär
Selerud debuterade för Sveriges U19-landslag den 3 mars 2018 på sin 18-årsdag i en 2–0-seger över Island i La Manga. Hon spelade totalt nio landskamper för U19-landslaget mellan 2018 och 2019. Den 8 april 2022 debuterade Selerud för U23-landslaget i 2–0-seger över Frankrike.

## Meriter
Linköpings FC
- Damallsvenskan: 2017